# 6824 Mallory
6824 Mallory eller 1988 RE2 är en asteroid i huvudbältet som upptäcktes den 8 september 1988 av den tjeckiske astronomen Antonín Mrkos vid Kleť-observatoriet i Tjeckien. Den är uppkallad efter den brittiske bergsklättraren George Mallory.
Asteroiden har en diameter på ungefär 15 kilometer och den tillhör asteroidgruppen Themis.